# When the Levee Breaks
When the Levee Breaks è un brano dei Led Zeppelin tratto dall'album Led Zeppelin IV. La canzone, che è l'ottava traccia dell'LP e lo completa, è lunga sette minuti e otto secondi ed è caratterizzata dall'uso dell'armonica a bocca durante tutto il brano.

## Storia
Il brano è stato registrato dal duo formato da Kansas Joe McCoy e Memphis Minnie nel 1929 e incluso nell'album Blues Classic by Memphis Minnie, che però fu pubblicato solo nel 1965. Del brano esiste anche una versione interpretata da John Campbell. La canzone è incentrata principalmente su quando, nella prima metà del 1927, in seguito alla Grande Alluvione del Mississippi, più di tredicimila persone fuggirono dalla cittadina di Greenville nei pressi di un vicino argine ancora integro. Il tumulto che sarebbe stato causato se questo ed altri argini avessero ceduto è il filo conduttore della canzone.
I Led Zeppelin hanno preso spunto dal tema trattato nel brano acquisendone gli spunti testuali e riscrivendo una gran parte del testo per poi innestare il tutto su una base melodica di loro composizione, radicalmente differente dallo standard in dodici battute sul quale fondava in origine il brano.

## Curiosità
- Circa sei secondi prima della fine del brano si possono udire le bacchette del batterista John Bonham che cadono a terra; il sound per la batteria che avevano concepito era, secondo lo stesso Bonham, il più riuscito di sempre, così come il suo groove. In un secondo momento, a partire dagli anni '80, quel groove, campionato, sarebbe divenuto la base ritmica di innumerevoli brani pop, rap e hip-hop.[senza fonte]
- When the Levee Breaks è anche il titolo originale del penultimo episodio della quarta stagione della serie televisiva Supernatural.
- È il brano di chiusura sui titoli di coda del film di Adam McKay La grande scommessa (The Big Short, 2015).

## Formazione
- Robert Plant - voce, armonica a bocca
- Jimmy Page - chitarra elettrica, mandolino
- John Paul Jones - basso, tastiere, mandolino
- John Bonham - batteria